# 703
Évszázadok: 7. század – 8. század – 9. század
Évtizedek: 650-es évek – 660-as évek – 670-es évek – 680-as évek – 690-es évek – 700-as évek – 710-es évek – 720-as évek – 730-as évek – 740-es évek – 750-es évek
Évek: 698 – 699 – 700 – 701 –  702 – 703 – 704 – 705 – 706 – 707 – 708

## Események

### Európa
- Meghal I. Thrasimund spoletói longobárd herceg. Utóda fia, II. Faroald, aki anyjával, Wachilappal együtt kormányozza a hercegséget. Megtámadja a bizánci Ravennai Exarchátust, ám formális hűbérura, II. Aripert király, aki jó kapcsolatokat ápol a pápával és Konstantinápollyal, nem hajlandó segíteni neki.
- Wittiza vizigót király összehívja a 18. toledói zsinatot, amelynek döntései elvesztek, de egy későbbi krónika szerint házasodásra akarta kényszeríteni a papokat.
- A Frank Birodalomban elkezdik írni az Moseli évkönyveket (Annales mosellani). A krónika 798-ig rögzíti a birodalom történéseit.

### Omajjád Kalifátus
- A muszlimok Muhammad ibn Marván és Abdalláh ibn Abd al-Malik (Abd al-Malik kalifa öccse és fia) vezetésével elkezdik az örményországi felkelés leverését. Abdalláh a határvidéki Kilikiában elfoglalja a bizánciaktól Mopszuesztiát, amelynek megerősítik a védelmét és állandó helyőrséget helyeznek el benne.
- Hasszán ibn al-Numán ifrikíjai (a mai Tunézia) kormányzó a tabarkai csatában legyőzi a Kahina királynő vezette berber törzseket. Kahina halála után a szervezett ellenállás összeomlik, az arabok hamarosan egész Észak-Afrikát meghódítják.
- Abd al-Azíz ibn Marván (a kalifa öccse) egyiptomi kormányzó leváltja Hasszán ibn al-Numánt Ifrikíja éléről és bizalmi emberét, Músza ibn Nuszajrt helyezi oda.

## Születések
- An Lusan, kínai hadvezér és lázadó

## Halálozások
- Dzsitó, japán császárnő
- I. Thrasimund, spoletói herceg
- Wulfram, Sens érseke

## Fordítás
- Ez a szócikk részben vagy egészben  a(z)   703 című angol Wikipédia-szócikk ezen változatának fordításán alapul.  Az eredeti cikk szerkesztőit annak laptörténete sorolja fel. Ez a jelzés csupán a megfogalmazás eredetét és a szerzői jogokat jelzi, nem szolgál a cikkben szereplő információk forrásmegjelöléseként.